# Herichthys steindachneri
Herichthys steindachneri е вид лъчеперка от семейство Цихлиди (Cichlidae). Видът е почти застрашен от изчезване.